# EMule
EMule is een vrije p2p-client voor het Kad- eDonkey2000-netwerk (eD2k). eMule wordt gebruikt om grote bestanden te delen, zoals muziekalbums en films. EMule is geschreven in C++. De laatste release dateert van 2010, er wordt niet actief aan de software gewerkt.

## Basis
Bestanden worden in het eDonkey-netwerk geïdentificeerd door een MD4-hash van de data in het bestand. Identieke bestanden krijgen een identieke hash en op die manier kan één bestand van meerdere bronnen (medegebruikers) gedownload worden. Het hernoemen van een bestand heeft geen invloed op de hash.
Het vinden van eD2k-links kan door te zoeken op gecentraliseerde eD2k-servers of via het serverloze Kad-netwerk. Tevens zijn er websites die eD2k-links verzamelen naar bekende bestanden.
Tevens wisselen gebruikers onderling bronnen uit voor bekende bestanden (source exchange).

## Snelheid
Wanneer men inkomende verbindingen kan ontvangen, heeft men een "High ID". Is dit niet het geval, dan heeft men een Low ID. Dit wordt meestal veroorzaakt door een geblokkeerde poort op de firewall of router. Deze status wordt ook weergegeven in het statusvenster van eMule. Iemand met een High ID zal eerder bericht ontvangen dat hij mag beginnen met downloaden en meer clients zien dan iemand met een "Low ID". Dit komt doordat gebruikers met een High ID met alle gebruikers kunnen 'praten'. Een Low ID kan alleen 'praten' met gebruikers met een High ID. Hierdoor heeft iemand met een High ID meer bronnen om het bestand binnen te halen.
Behalve de ID's heeft het waarderingssysteem ook invloed op de downloadsnelheid. Door te uploaden naar gebruikers verzamelt de gebruiker daar krediet zodat men sneller door de wachtrij van die gebruiker gaat.
Het heeft dus geen zin om de uploadsnelheid extreem laag te zetten. De uploadsnelheid moet minimaal 10 KiB/sec bedragen om met volle snelheid te kunnen downloaden. Meer uploaden levert op den duur een hogere snelheid op. Gebruikers worden dus gestimuleerd om ook hun bijdrage te leveren, wat het aanbod ten goede komt.
De downloadsnelheid is afhankelijk van alle andere gebruikers waarmee de gebruiker is verbonden. Populaire bestanden met veel bronnen worden hierdoor sneller gedownload dan bestanden die door slechts enkelen worden aangeboden.

## Mods
Aangezien eMule een opensourceprogramma is onder de GPL beschikbaar is, is het mogelijk het programma aan te passen en opnieuw te distribueren. Vele mogelijkheden zijn al toegevoegd in dergelijke mods. Sommige van deze features vinden hun weg uiteindelijk naar de officiële eMule-versie.